# Franciacorta

Territoire de la Franciacorta

La Franciacorta  est une région de Lombardie (Nord de l'Italie) au sud du lac d'Iseo dans la région de Brescia. Son nom dérive de Curtes francae, nom donné aux communautés de moines bénédictins français venues s'installer dans la région.
Cette région est une des plus vieilles régions d'Italie de production de vins pétillants. Ceux-ci subissent une double fermentation et un affinage de deux ans, ce qui en fait des vins au coût de production relativement cher en comparaison d'autres vins pétillants italiens.
Ils sont constitués d'assemblage de chardonnay et de pinot, et se dérivent en général sous différentes typologies, brut (80 % chardonnay et 20 % pinot blanc), rosé (75 % chardonnay et 25 % pinot noir) ou Sateen (50 % chardonnay et 50 % pinot blanc).